# Vélines
Vélines es una comuna francesa situada en el departamento de Dordoña, en la región de Nueva Aquitania.

## Demografía
| 838 | 937 | 929 | 918 | 1068 | 1093 | 1053 |
| Para los censos de 1962 a 1999 la población legal corresponde a la población sin duplicidades (Fuente: INSEE [Consultar]) |     |     |     |      |      |      |